# 侧花木蓝
侧花木蓝（学名：Indigofera subsecunda）为豆科木蓝属下的一个种。

## 扩展阅读
維基物種上的相關：侧花木蓝